# Kotrag
El kniaz Kotrag (Котраг) fue el fundador de la Bulgaria del Volga. Fue el hijo de Kubrat, que dejó la Primitiva Gran Bulgaria después de la muerte de su padre. Sus sucesores llegaron a las tierras de la moderna Tartaria y establecieron un estado durante los siglos VII y IX. Reconocieron al islam como la religión oficial en el año 922 durante la visita de Ahmad ibn Fadlan, embajador del califa de Bagdad, y se mantuvieron independientes hasta el siglo XIV, cuando fue conquistada por las hordas de mongoles y pueblos turcos de Batu Kniaz, conocidos como tártaros-mongoles. La capital del país fue llamada Bolgar o Gran Bolgar.